# Vayigash
Vayigash o Vaigash (ebraico: וַיִּגַּשׁ — tradotto in italiano: "appressatosi a lui" o "e si avvicinò", incipit di questa parashah) undicesima porzione settimanale della Torah (ebr. פָּרָשָׁה – parashah o anche parsha/parscià) nel ciclo annuale ebraico di letture bibliche dal Pentateuco. Rappresenta il passo 44:18-47:27 della Genesi che gli ebrei leggono durante l'undicesimo Shabbat dopo Simchat Torah, generalmente in dicembre o gennaio.
Nella parashah, Giuda pronuncia una supplica riesce a nome di suo fratello Beniamino, Giuseppe si rivela ai suoi fratelli, Giacobbe giunge in Egitto e l'amministrazione dell'Egitto da parte di Giuseppe salva vite umane, ma trasforma tutti gli egiziani in servi.
Nel rotolo della Torah (ebraico: ספר תורה, Sefer Torah), la parashah occupa circa 178 righe, fatte di 5680 lettere ebraiche, 1480 parole ebraiche e 106 versetti.

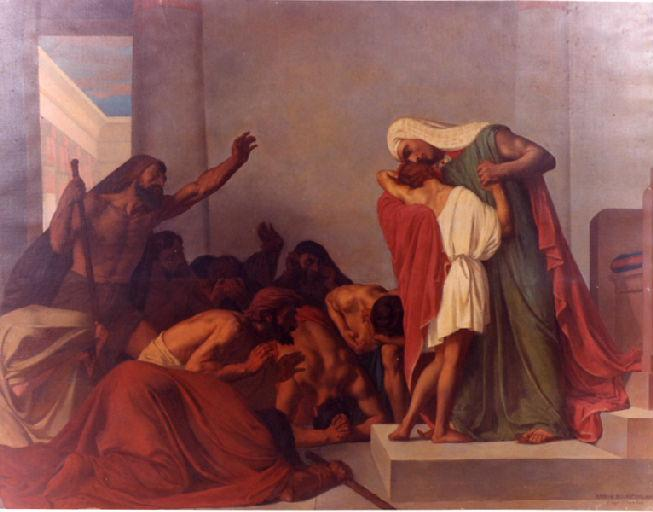
Giuseppe viene riconosciuto dai fratelli (dipinto di Léon Pierre Urbain Bourgeois del 1863)

## Interpretazione intrabiblica

### Genesi capitolo 42
In Genesi 44:19-23 Giuda ripete gli eventi inizialmente raccontati in Genesi 42:7-20
| Il Narratore in Genesi 42 | Giuda in Genesi 44 |
| --- | --- |
| 7 E Giuseppe vide i suoi fratelli e li riconobbe, ma fece l'estraneo verso di loro, parlò duramente e disse: "Di dove siete venuti?" Risposero: "Dal paese di Cànaan per comperare viveri". 8Giuseppe riconobbe dunque i fratelli, mentre essi non lo riconobbero. 9Si ricordò allora Giuseppe dei sogni che aveva avuti a loro riguardo e disse loro: "Voi siete spie! Voi siete venuti a vedere i punti scoperti del paese". 10Gli risposero: "No, signore mio; i tuoi servi sono venuti per acquistare viveri. 11Noi siamo tutti figli di un solo uomo. Noi siamo sinceri. I tuoi servi non sono spie!" 12Ma egli disse loro: "No, voi siete venuti a vedere i punti scoperti del paese!" | 19 Il mio signore aveva interrogato i suoi servi: Avete un padre o un fratello? |
| 13Allora essi dissero: "Dodici sono i tuoi servi, siamo fratelli, figli di un solo uomo, nel paese di Cànaan; ecco il più giovane è ora presso nostro padre e uno non c'è più". | 20E noi avevamo risposto al mio signore: Abbiamo un padre vecchio e un figlio ancor giovane natogli in vecchiaia, suo fratello è morto ed egli è rimasto il solo dei figli di sua madre e suo padre lo ama. |
| 14Giuseppe disse loro: "Le cose stanno come vi ho detto: voi siete spie. 15 In questo modo sarete messi alla prova: per la vita del faraone, non uscirete di qui se non quando vi avrà raggiunto il vostro fratello più giovane. 16Mandate uno di voi a prendere il vostro fratello; voi rimarrete prigionieri. Siano così messe alla prova le vostre parole, per sapere se la verità è dalla vostra parte. Se no, per la vita del faraone, voi siete spie!" 17E li tenne in carcere per tre giorni. 18Al terzo giorno Giuseppe disse loro: "Fate questo e avrete salva la vita; io temo Dio! 19Se voi siete sinceri, uno dei vostri fratelli resti prigioniero nel vostro carcere e voi andate a portare il grano per la fame delle vostre case. 20Poi mi condurrete qui il vostro fratello più giovane. Allora le vostre parole si dimostreranno vere e non morirete". Essi annuirono. | 21Tu avevi detto ai tuoi servi: Conducetelo qui da me, perché lo possa vedere con i miei occhi. 22Noi avevamo risposto al mio signore: Il giovinetto non può abbandonare suo padre: se lascerà suo padre, questi morirà. 23Ma tu avevi soggiunto ai tuoi servi: Se il vostro fratello minore non verrà qui con voi, non potrete più venire alla mia presenza. |

### Genesi capitolo 45
La spiegazione di Giuseppe in Genesi 45:5 che Dio l'aveva mandato in Egitto prima dei suoi fratelli per salvare vite, trova una corrispondenza in Genesi 50:20 dove Giuseppe dice ai fratelli che questi gli volevano male, ma Dio l'aveva causato per il bene delle vite di molti altri, che Giuseppe aveva salvato. Similmente, Salmo 105:16-17 enuncia che Dio aveva causato una carestia sulla terra e aveva inviato Giuseppe prima dei Figli di Israele.

### Genesi capitolo 47
La benedizione che Giuseppe dà a Faraone in Genesi 47:7 realizza la profezia di Genesi 12:3, 22:18, 26:4 e 28:14 che tramite i discendenti di Abramo le altre famiglie della terra sarebbero state benedette.
Il resoconto di Genesi 47:27 che gli Israeliti furono fecondi e si moltiplicarono, riecheggia in Esodo 1:7

## Comandamenti
Secondo Maimonide e lo Sefer ha-Chinuch, non ci sono comandamenti (mitzvot) in questa parshah.

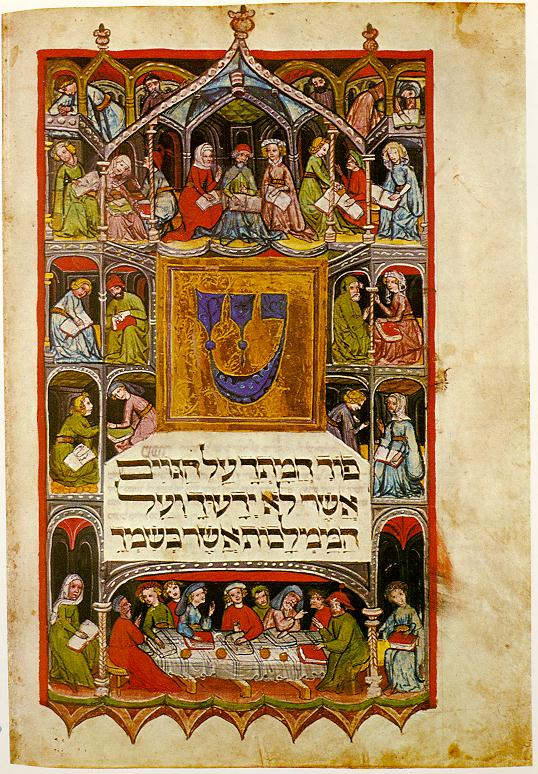
Pagina di Haggadah tedesca del XIV secolo

## Nella liturgia
La Haggadah di Pesach, nella sezione del magid del Seder di Pesach, riporta che Israele "scese in Egitto — obbligato a farlo dalla parola [di Dio]", e alcuni commentatori spiegano che questa dichiarazione si riferisce a Dio che rassicura Giacobbe in Genesi 46:3-4 dicendogli "non temere di scendere in Egitto, perché laggiù io farò di te un grande popolo. Io scenderò con te in Egitto." Poco dopo, la Haggadah cita Genesi 47:4 con la proposizione che Israele non scese in Egitto per stabilircisi, ma solo per starci temporaneamente.

Regno di Giuda (verde chiaro) e Regno di Israele (verde scuro) circa 830 a.e.v.

## Haftarah
La haftarah della parashah è Ezechiele 37:15-28

### Riassunto
La parola di Dio fu sopra Ezechiele, dicendogli di scrivere su un bastone "Giuda e gli Israeliti uniti a lui", di scrivere su un altro bastone "Giuseppe, legno di Efraim e tutta la casa d'Israele unita a lui", e di unire i due bastoni insieme in un unico legno che formasse una cosa sola nella sua mano. Quando la gente gli avesse chiesto il significato di questi due bastoni, Ezechiele doveva rispondere che Dio aveva detto: «Ecco, io prendo il legno di Giuseppe, che è in mano a Efraim e le tribù d'Israele unite a lui, e lo metto sul legno di Giuda per farne un legno solo; diventeranno una cosa sola in mano mia.» Ezechiele doveva tenere i bastoni in mano in modo che la gente li vedessero, e dir loro che Dio aveva affermato che avrebbe riunito i figli di Israele da tutte le nazioni, ovunque essi si trovassero, e li avrebbe ricondotti alla loro terra e avrebbe fatto di loro un solo popolo «sui monti d'Israele ... un solo re regnerà su tutti loro e non saranno più due popoli, né più saranno divisi in due regni. Non si contamineranno più con i loro idoli, con i loro abomini e con tutte le loro iniquità; li libererò da tutte le ribellioni con cui hanno peccato; li purificherò e saranno il mio popolo e io sarò il loro Dio.» David avrebbe regnato su di loro e avrebbero avuto un solo pastore e osservato gli statuti di Dio. Loro e i loro figli e i figli dei figli per sempre, avrebbero abitato nella terra che Dio aveva dato a Giacobbe, dove i loro padri avevano abitato, e David sarebbe stato il loro re per sempre. Dio avrebbe fatto un patto eterno di pace con loro, moltiplicandoli, e ponendo un Suo santuario in mezzo a loro per sempre. In mezzo a loro sarebbe stata la dimora di Dio, «io sarò il loro Dio ed essi saranno il mio popolo. Le genti sapranno che io sono il Signore che santifico Israele quando il mio santuario sarà in mezzo a loro per sempre.»

### Collegamento alla Parashah
Sia la parashah che la haftarah raccontano storie di riconciliazione della progenie di Giacobbe, entrambe parlano della relazione tra Giuda e Giuseppe, nella parasha come individui, mentre nella haftarah come rappresentanti del Regno di Giuda e Regno di Israele.

### Antichi
- Iscrizione di Ameni. Egitto. XX secolo a.e.v. (reazione alla carestia).

### Non rabbinici

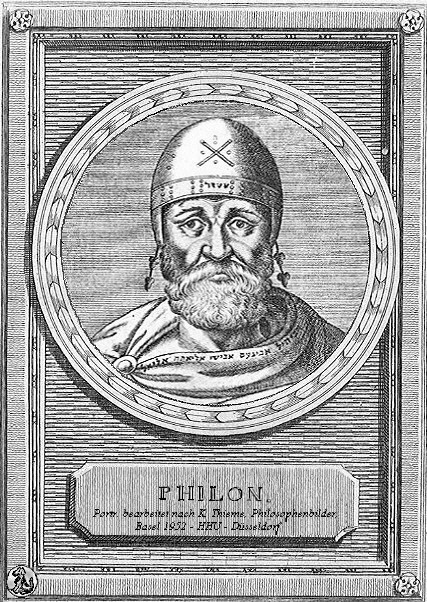
Filone d'Alessandria

- Ezechiele il Drammatrurgo. Exagōgē. II sec. a.e.v.. Trad. R.G. Robertson. In The Old Testament Pseudepigrapha: Vol. 2: Expansions of the “Old Testament” and Legends, Wisdom and Philosophical Literature, Prayers, Psalms, and Odes, Fragments of Lost Judeo-Hellenistic works. Curato da James H. Charlesworth, 808. New York: Anchor Bible, 1985. ISBN 0-385-18813-7.
- Filone d'Alessandria. Allegorical Interpretation 3:62:177; On the Birth of Abel and the Sacrifices Offered by Him and by His Brother Cain 11:48; 12:51; On the Posterity of Cain and His Exile 9:29; On Husbandry 13:57; On the Confusion of Tongues 17:80; On the Migration of Abraham 5:21–22; 36:199; 37:203–04; Who Is the Heir of Divine Things? 51:251; On the Change of Names 31:171; 32:173–74; On Dreams, That They Are God-Sent 1:17:172; On Joseph 38–43. Alessandria d'Egitto, I secolo e.v. Rist. su The Works of Philo: Complete and Unabridged, New Updated Edition. Trad. Charles Duke Yonge, 70, 100, 134, 179, 241, 255, 272–73, 298, 355–56, 380, 435–58. Peabody, Mass.: Hendrickson Pub., 1993. ISBN 0-943575-93-1.

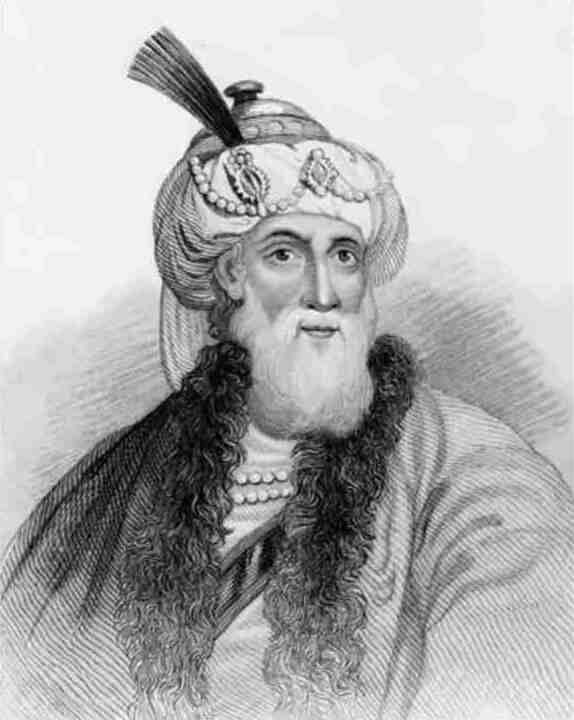
Flavio Giuseppe

- Flavio Giuseppe. Antichità giudaiche, 2:6:9 Archiviato il 9 agosto 2012 in Internet Archive.–2:7:7. Archiviato il 9 agosto 2012 in Internet Archive. Circa 93–94. Reprinted in, e.g., The Works of Josephus: Complete and Unabridged, New Updated Edition. Trad. William Whiston, 63–65. Peabody, Mass.: Hendrickson Pub., 1987. ISBN 0-913573-86-8.
- Qur'an 12:80-101. Arabia, VII secolo.

### Rabbinici classici
- Tosefta Berakhot 4:18; Sotah 10:9. Terra d'Israele, circa 300 e.v.. Rist. su The Tosefta: Translated from the Hebrew, with a New Introduction. Trad. di Jacob Neusner, 27, 877. Peabody, Mass.: Hendrickson Pub., 2002. ISBN 1-56563-642-2.
- Mekhilta of Rabbi Ishmael, Beshallah 1–2. Terra d'Israele, IV secolo. Rist. su Mekhilta According to Rabbi Ishmael. Trad. Jacob Neusner, 1:130, 136. Atlanta: Scholars Press, 1988. ISBN 1-55540-237-2. Anche Mekhilta de-Rabbi Ishmael. Trad. Jacob Z. Lauterbach, 1:122, 128. Philadelphia: Jewish Publication Society, 1933, reissued 2004. ISBN 0-8276-0678-8.
- Talmud gerosolimitano: Megillah 15b. Terra d'Israele, circa 400 e.v. Rist. su Talmud Yerushalmi. Cur. da Chaim Malinowitz, Yisroel Simcha Schorr, e Mordechai Marcus, vol. 26. Brooklyn: Mesorah Publications, 2012.
- Mekhilta de-Rabbi Shimon Beshallah 20:3, 21:1. Terra d'Israele, V secolo. Rist. su Mekhilta de-Rabbi Shimon bar Yohai. Trad. W. David Nelson, 83, 87. Philadelphia: Jewish Publication Society, 2006. ISBN 0-8276-0799-7.
- Genesi Rabbah 39:12; 40:6; 55:8; 63:3; 79:1; 80:11; 82:4; 84:20; 89:9; 90:1, 6; 93:1–96. Terra d'Israele, V secolo. Rist. su Midrash Rabbah: Genesis. Trad. H. Freedman & Maurice Simon. Londra: Soncino Press, 1939. ISBN 0-900689-38-2.

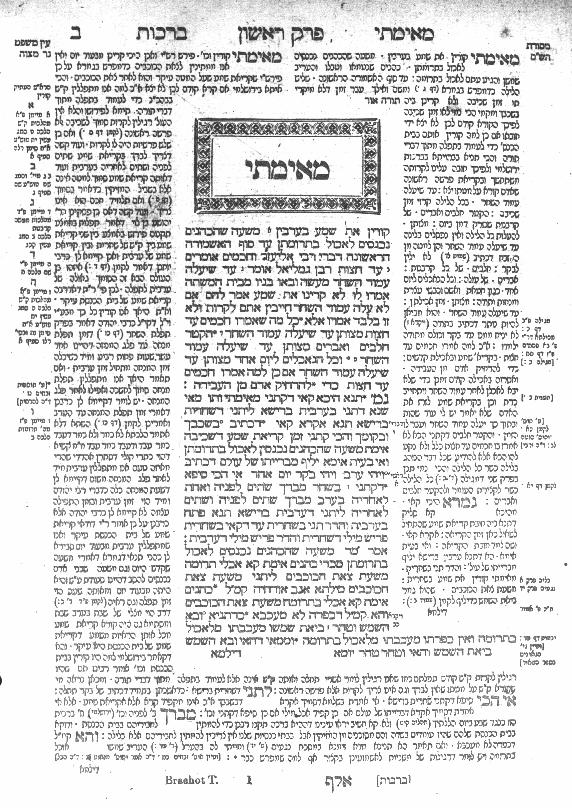
Talmud

- Levitico Rabbah 32:5. Terra d'Israele, V secolo. Rist. su Midrash Rabbah: Genesis. Trad. H. Freedman & Maurice Simon. Londra: Soncino Press, 1939. ISBN 0-900689-38-2.
- Talmud babilonese: Berakhot 56b, 63b; Pesachim 119a; Beitzah 16a; Megillah 16a–b; Chagigah 4b; Nazir 3a; Baba Kama 92a Baba Batra 120a, 123a, 143b; Avodah Zarah 9b; Chullin 60b; Nidah 31a. Babylonia, 6th century. Rist. su Talmud Bavli. Curato da Yisroel Simcha Schorr, Chaim Malinowitz, e Mordechai Marcus, 72 voll. Brooklyn: Mesorah Pubs., 2006.
- Esther Rabbah 7:20.
- Shir ha-Shirim Rabbah (Cantico dei Cantici Rabbah) 1:56; 4:25; 6:20.
- Ruth Rabbah 4:1.
- Ecclesiaste Rabbah 7:6, 33; 9:12.

### Medievali

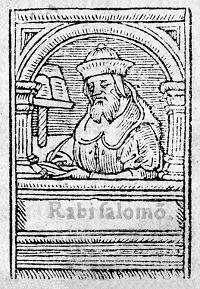
Rashi

- Avot of Rabbi Natan, 41. Circa 700–900 e.v. Ristampa (EN)  The Fathers According to Rabbi Nathan. Trad. di Judah Goldin, 172. New Haven: Yale University Press, 1955. ISBN 0-300-00497-4. The Fathers According to Rabbi Nathan: An Analytical Translation and Explanation. Trad. Jacob Neusner, 256. Atlanta: Scholars Press, 1986. ISBN 1-55540-073-6.
- Deuteronomy Rabbah 1:13. Terra d'Israele, IX secolo. Rist. su Midrash Rabbah: Deuteronomy. Trad. H. Freedman & Maurice Simon. Londra: Soncino Press, 1939. ISBN 0-900689-38-2.
- Exodus Rabbah 3:3, 4, 8; 15:16; 18:8; 40:4. X secolo. Rist. Midrash Rabbah: Deuteronomy. Trad. H. Freedman & Maurice Simon. Londra: Soncino Press, 1939. ISBN 0-900689-38-2.
- Tanna Devei Eliyahu. Seder Eliyyahu Rabbah 24. X secolo. Rist. Tanna Debe Eliyyahu: The Lore of the School of Elijah. Trad. William G. Braude & Israel J. Kapstein, 285. Philadelphia: Jewish Publication Society, 1981. ISBN 0-8276-0634-6.
- Rashi. Commentario. Genesis 44–47. Troyes, Francia, XI secolo. Rist. Rashi, The Torah: With Rashi's Commentary Translated, Annotated, and Elucidated. Trad. e note di Yisrael Isser Zvi Herczeg, 1:493–520. Brooklyn: Mesorah Publications, 1995. ISBN 0-89906-026-9.
- Numeri Rabbah 3:8; 8:4; 12:2; 13:3, 20; 14:7, 8, 12; 19:3; 22:8. XII secolo. Rist. Midrash Rabbah: Numbers. Trad. Judah J. Slotki. Londra: Soncino Press, 1939. ISBN 0-900689-38-2.
- Zohar 1:93b, 119a, 149b, 153b, 180b, 197a, 205a–211b, 216b, 222a, 226a; 2:4b, 16b, 53a, 85a; 3:206a. Spagna, XIII secolo. Rist. (EN)  The Zohar. Trad. Harry Sperling & Maurice Simon. 5 voll. Londra: Soncino Press, 1934.

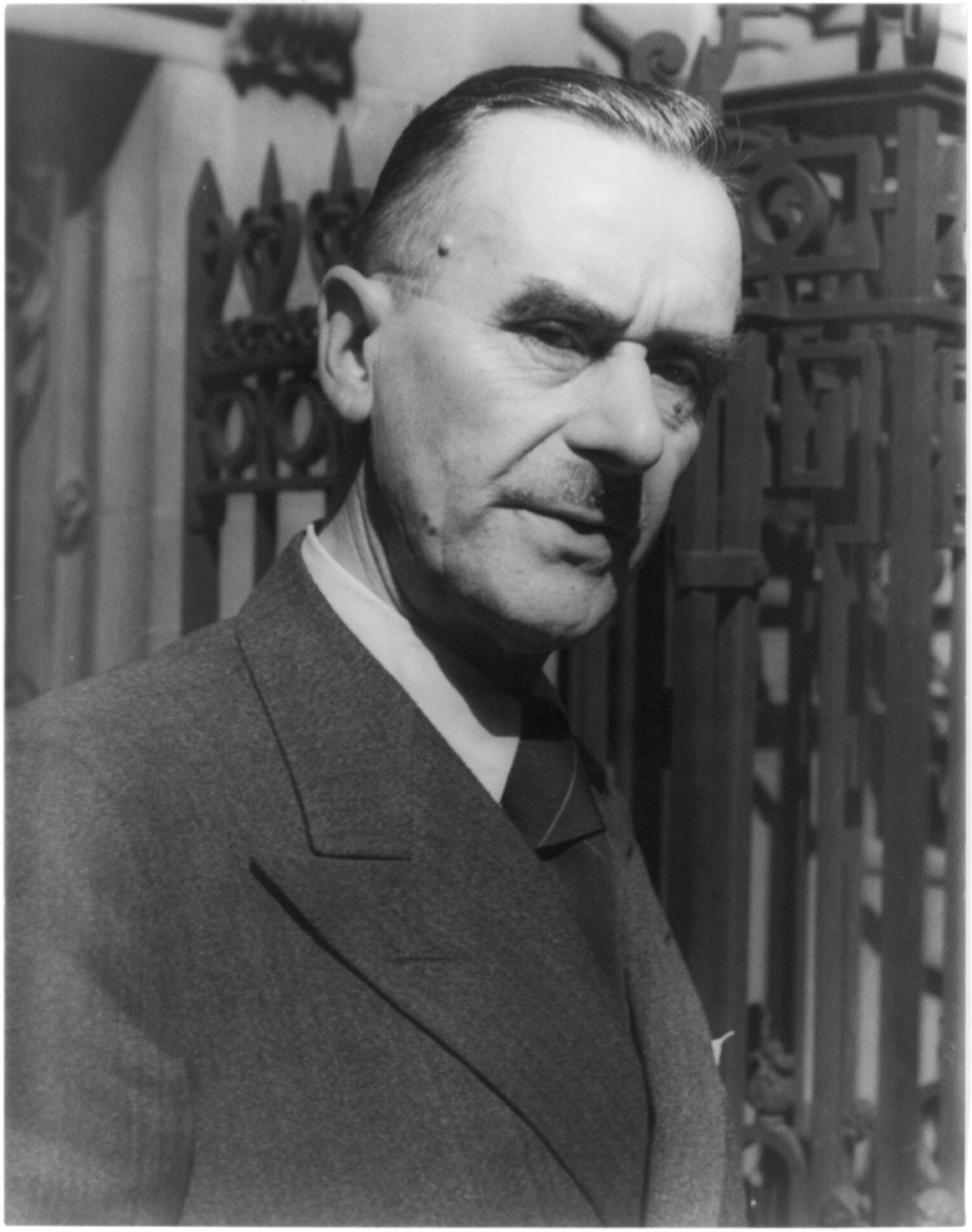
Thomas Mann

### Moderni
- Thomas Mann. Giuseppe e i suoi fratelli. Trad. (EN)  di John E. Woods, 257, 274–75, 464, 541–42, 547, 568–69, 663, 668, 672, 717–18, 722, 758, 788, 792–94, 796–97, 803–04, 852–53, 859, 878, 881, 886, 923, 1373–447. New York: Alfred A. Knopf, 2005. ISBN 1-4000-4001-9. Originale (DE)  Joseph und seine Brüder. Stockholm: Bermann-Fischer Verlag, 1943.
- Anna Frank. Diario - ediz. definitiva (EN) . Curata da Otto H. Frank & Mirjam Pressler; trad. Susan Massotty, 107. New York: Doubleday, 1995. ISBN 0-385-47378-8. Originale (NL)  Het Achterhuis. Paesi Bassi, 1947. (“As the Benjamin of the Annex, I got more than I deserved.”)
- George W. Coats. “The Joseph Story and Wisdom: a Reappraisal.” Catholic Biblical Quarterl. 35 (1973): 285–97.
- George W. Coats. “Redactional Unity in Genesis 37–50.” Journal of Biblical Literature. 93 (1974): 15–21.
- Donald A. Seybold. “Paradox and Symmetry in the Joseph Narrative.” In Literary Interpretations of Biblical Narratives. Cur. Kenneth R.R. Gros Louis, con James S. Ackerman & Thayer S. Warshaw, 59–73. Nashville: Abingdon Press, 1974. ISBN 0-687-22131-5.
- George W. Coats. From Canaan to Egypt: Structural and Theological Context for the Joseph Story. Washington: Catholic Biblical Association, 1975. ISBN 0-915170-03-5.
- Robert Alter. “Joseph and His Brothers.” Commentary. 70/5 (1980): 59–69.
- Frederick Buechner. The Son of Laughter, 220, 260–74. New York: HarperSanFrancisco, 1993. ISBN 0-06-250116-X.
- Aaron Wildavsky. Assimilation versus Separation: Joseph the Administrator and the Politics of Religion in Biblical Israel. New Brunswick, N.J.: Transaction Publishers, 1993. ISBN 1-56000-081-3.
- Leon Kass. The Beginning of Wisdom: Reading Genesis, 593–615. New York: Free Press, 2003. ISBN 0-7432-4299-8.
- Suzanne A. Brody. “Intense spotlight.” In Dancing in the White Spaces: The Yearly Torah Cycle and More Poems, 73. Shelbyville, Kentucky: Wasteland Press, 2007. ISBN 1-60047-112-9.
- Esther Jungreis. Life Is a Test, 247–51. Brooklyn: Shaar Press, 2007. ISBN 1-4226-0609-0.
- Naomi Graetz. “From Joseph to Joseph.” The Jerusalem Report. 20 (19) (2009): 45.
- Hillel I. Millgram. The Joseph Paradox: A Radical Reading of Genesis 37–50. Jefferson, North Carolina: McFarland & Co., 2012. ISBN 0-7864-6850-5.

### Testi
- "Parashah Vaigash" cantata, su torah.it
- "Parashat Vaigash", su torah.it
- Commentari e canti della "Parashat Vaigash", su torah.it
- Testo Masoretico e traduzione JPS 1917, su mechon-mamre.org.
- Parashah cantata, su bible.ort.org. URL consultato il 7 febbraio 2013 (archiviato dall'url originale il 22 marzo 2011).
- Parashah in ebraico, su mechon-mamre.org.

### Commentari
- Academy for Jewish Religion, California, su ajrca.org.
- Academy for Jewish Religion, New York, su ajrsem.org.
- Aish.com. URL consultato il 7 febbraio 2013 (archiviato dall'url originale il 17 marzo 2013).
- Akhlah: The Jewish Children’s Learning Network, su akhlah.com. URL consultato il 7 febbraio 2013 (archiviato dall'url originale il 25 gennaio 2013).
- American Jewish University, su judaism.ajula.edu (archiviato dall'url originale il 20 febbraio 2012).
- Anshe Emes Synagogue, Los Angeles, su anshe.org. URL consultato il 7 febbraio 2013 (archiviato dall'url originale il 1º novembre 2012).
- Ari Goldwag, su arigoldwag.com. URL consultato il 7 febbraio 2013 (archiviato dall'url originale il 27 luglio 2013).
- Bar-Ilan University, su biu.ac.il. URL consultato il 7 febbraio 2013 (archiviato dall'url originale il 24 ottobre 2013).
- Chabad.org.
- eparsha.com.
- G-dcast, su g-dcast.com. URL consultato il 7 febbraio 2013 (archiviato dall'url originale il 18 febbraio 2013).
- The Israel Koschitzky Virtual Beit Midrash, su vbm-torah.org. URL consultato il 7 febbraio 2013 (archiviato dall'url originale il 2 novembre 2011).
- Jewish Agency for Israel, su jewishagency.org. URL consultato il 7 febbraio 2013 (archiviato dall'url originale il 2 ottobre 2012).
- Jewish Theological Seminary (XML), su jtsa.edu. URL consultato il 7 febbraio 2013 (archiviato dall'url originale l'11 marzo 2013).
- Miriam Aflalo, su mishpacha.com. URL consultato il 7 febbraio 2013 (archiviato dall'url originale il 6 aprile 2012).
- MyJewishLearning.com. URL consultato il 7 febbraio 2013 (archiviato dall'url originale il 7 gennaio 2009).
- Ohr Sameach, su ohr.edu.
- Orthodox Union, su ou.org.
- OzTorah, Torah from Australia, su oztorah.com.
- Oz Ve Shalom — Netivot Shalom, su netivot-shalom.org.il. URL consultato il 7 febbraio 2013 (archiviato dall'url originale il 24 giugno 2010).
- Pardes from Jerusalem, su pardes.org.il. URL consultato il 7 febbraio 2013 (archiviato dall'url originale il 29 marzo 2012).
- Parshah Parts (PDF), su parshaparts.com. URL consultato il 7 febbraio 2013 (archiviato dall'url originale l'8 marzo 2012).
- Rabbi Shlomo Riskin, su ohrtorahstone.org.il. URL consultato il 7 febbraio 2013 (archiviato dall'url originale il 21 agosto 2011).
- Rabbi Shmuel Herzfeld, su rabbishmuel.com. URL consultato il 7 febbraio 2013 (archiviato dall'url originale l'11 marzo 2013).
- Reconstructionist Judaism, su www4.jrf.org. URL consultato il 7 febbraio 2013 (archiviato dall'url originale il 16 febbraio 2006).
- Sephardic Institute, su judaicseminar.org.
- Shiur.com.
- 613.org Jewish Torah Audio, su 613.org. URL consultato il 7 febbraio 2013 (archiviato dall'url originale il 21 dicembre 2008).
- Tanach Study Center, su tanach.org.
- Torah.it, testi (IT, HE)  con audio
- Torah from Dixie, su tfdixie.com. URL consultato il 7 febbraio 2013 (archiviato dall'url originale il 19 agosto 2015).
- Torah.org.
- TorahVort.com.
- Union for Reform Judaism, su urj.org. URL consultato il 7 febbraio 2013 (archiviato dall'url originale il 17 giugno 2009).
- United Hebrew Congregations of the Commonwealth, su chiefrabbi.org. URL consultato il 7 febbraio 2013 (archiviato dall'url originale il 10 aprile 2012).
- United Synagogue of Conservative Judaism, su uscj.org. URL consultato il 7 febbraio 2013 (archiviato dall'url originale il 14 agosto 2012).
- What’s Bothering Rashi?, su shemayisrael.com.
- Yeshivat Chovevei Torah, su yctorah.org.
- Yeshiva University, su yutorah.org. URL consultato il 7 febbraio 2013 (archiviato dall'url originale il 18 dicembre 2019).